# Stilles Land Gutes Land
Stilles Land Gutes Land ist ein Kurzfilm des Schweizer Regisseurs Johannes Bachmann aus dem Jahr 2019.

## Handlung
Sybille, eine Schulleiterin und Politikerin, steckt mitten im Wahlkampf für das Amt als Gemeinderatspräsidentin ihres Schweizer Dorfes, als ihr Sohn von einer Mitschülerin beschuldigt wird, diese misshandelt zu haben. Sybille muss sich zwischen Moral und Karriere entscheiden. So oder so steht ihr Ansehen in der Gemeinde auf dem Spiel.

## Auszeichnungen
- Publikumspreis Kurzfilm am Filmfestival Max Ophüls Preis 2019
- Finalist (Nomination) in der Kategorie 'Narrative (International Film Schools)' an den Student Academy Awards 2019